# Antón Pérez
Antón Pérez fue un pintor español perteneciente a la escuela sevillana de pintura, activo en Sevilla entre 1535 y 1578.

## Biografía
Existió un pintor llamado Antón Pérez que en 1530 era vecino de Fuenteovejuna. Era hijo del pintor Gonzalo Vázquez y discípulo del cordobés Pedro Fernández. Ese mismo año de 1530 terminó en Segura de León las pinturas de un retablo que habían sido encargadas previamente a Pedro Vázquez, un pintor de Trujillo. En 1531 se encargó de las pinturas del retablo del sagrario de la iglesia de Santa María del Castillo de Fuenteovejuna, aunque una tercera parte de las mismas fueron realizadas por Bartolomé Ruiz. Luego hay un pintor llamado Antón Pérez activo en Sevilla a partir de 1535. Se ignora si son la misma persona.

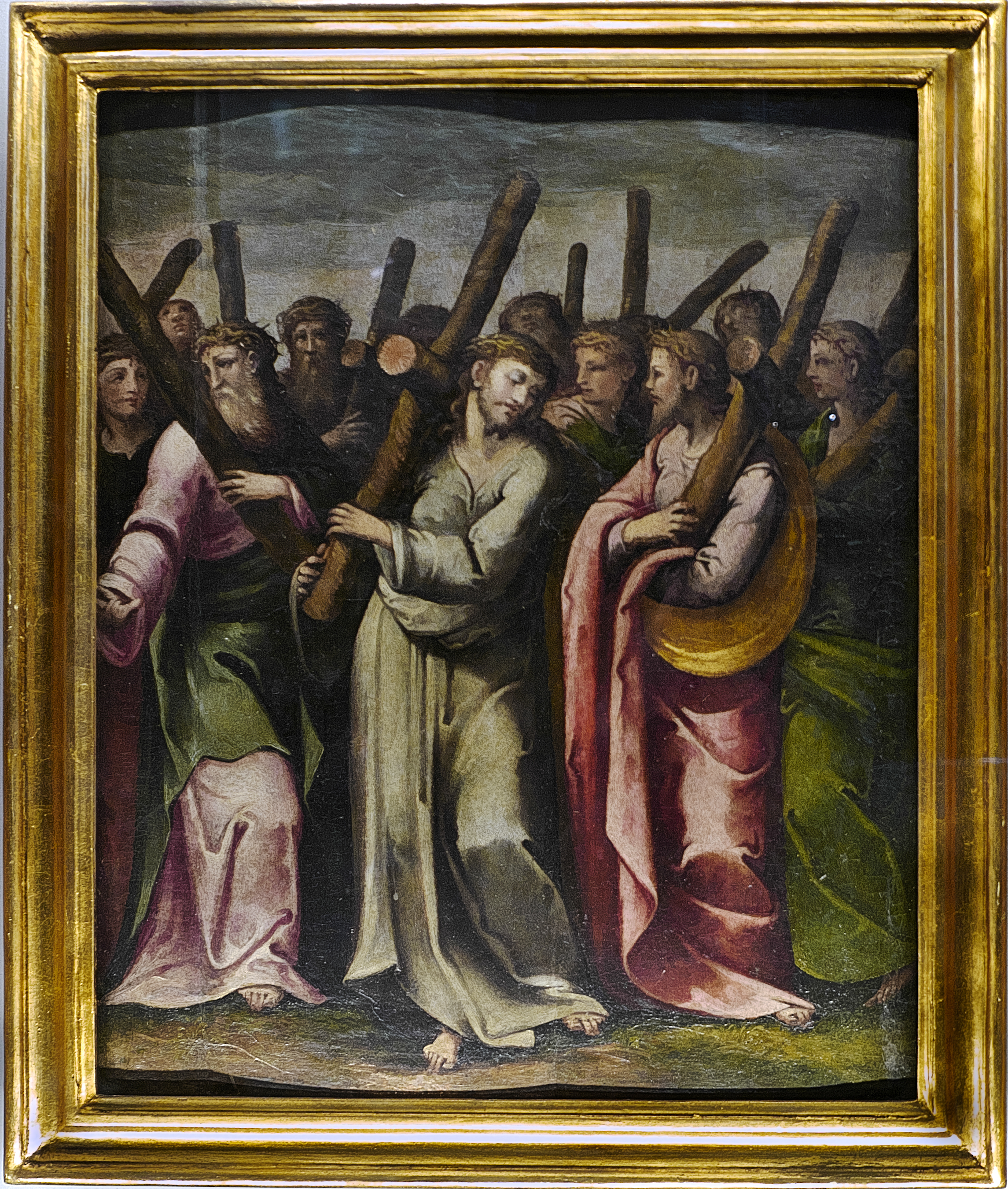
El alma cristiana acepta su cruz, Catedral de Sevilla

En 1535 Antón Pérez residía en la collación de Santa Catalina de Sevilla. Se casó con Isabel Ortiz y tuvo varios hijos, que colaboraron con su padre en diversas obras, especialmente en las de policromía. Se cree que falleció en 1578, ya que ese año su hija Leonor Ortiz entró en posesión del arrendamiento de la casa que sus padres tenían por tres vidas. Se conserva la partida de bautismo de su hijo Cristóbal, donde aparecen como padrinos varios canónigos y el obispo de Marruecos, Sebastián de Obregón. En 1554 era prioste del Hospital y Cofradía de las Ánimas de la parroquia de San Román.

## Obra
En 1535 se le contrató para la pintura de un retablo del monasterio del Santo Espíritu de Ceuta.
En 1537 trabajó con Cristóbal de Cárdenas, Juan Ramírez, Andrés Ramírez, Alejo Fernández, Juan de Mayorga y Hernando de Esturmio en la policromía de un desaparecido retablo de la iglesia de Santiago de Jerez de la Frontera.
En 1539 fue contratado para la pintura de un retablo de Llerena y realizó la policromía de la techumbre de la Casa de Pilatos.
En 1540 realizó la pintura de un retablo para el jurado Luis Fernández y las pinturas del retablo de Alonso de Ávila en la iglesia de San Lorenzo.
En la catedral de Sevilla, en 1541 pintó "a lo romano" los remates de las cajas de los antiguos órganos, entre 1547 y 1548 policromó el antiguo retablo de la Virgen de la Antigua, también entre 1547 y 1548 realizó las pinturas del retablo de las Reliquias de la sacristía mayor (ese retablo fue desmembrado y actualmente las pinturas del mismo están en una pared de la capilla de Santiago, habiendo sido sustraída una de ellas a mediados del siglo XIX), en 1548 restauró la Virgen de los Remedios del trascoro y pintó cuatro tablas para un retablo desaparecido de la capilla de San Clemente, en 1549 pintó y policromó dos atriles para el altar mayor, en 1553 pintó el retablo de San Ivo y en 1555 retocó las pinturas del antiguo retablo de San Francisco.
En 1554 trabajó con Antonio de Alfián, Antonio Rodríguez y Pedro de Campos en la policromía del retablo del antiguo sagrario de la catedral.
En 1555 realizó la policromía de un artesonado de la iglesia de San Juan de la Palma, trabajo en el que fue fiador el flamenco Hernando de Esturmio.
En 1557 F. Núñez contrato con el entallador Pedro López del Castillo la realización de un retablo para su capilla en la iglesia de San Pedro (que actualmente es la capilla de la Virgen del Pilar, la primera del lado del Evangelio). Finalizada la construcción del retablo, ese mismo año, se contrató con Antón Pérez las pinturas del mismo. En la tabla central iría una imagen de la Virgen con el Niño en brazos, en los laterales los evangelistas, en el frontispicio Dios Padre y en el banco las historias que posteriormente se indicasen. Este retablo se ha perdido y actualmente solo se conserva la tabla central, de la Virgen con el Niño, que se encuentra colgada en la nave del Evangelio, sobre el arco de entrada a la capilla.
En 1542 se comenzó con la construcción del retablo mayor de la iglesia de Santa Ana de Sevilla. En 1557 se encargó su pintura y dorado a Antón Pérez, Andrés Ramírez, Andrés Morín, Antón Sánchez de Guadalupe, Pedro Ximénez, Pedro de Campaña y Luis Hernández. En 1564 consta que la obra no estaba terminada y que los artistas, con excepción de un artista que había muerto y de Pedro de Campaña, que ya había regresado a Bruselas, se comprometían a finalizarla el año siguiente. El retablo contiene escenas de la vida de santa Ana, san Joaquín y de la Virgen María hasta el Nacimiento de Cristo.
En 1558 policromó la techumbre de la Biblioteca Colombina.
En 1559, con Pedro de Campaña y Luis de Vargas, policromó el monumento que Hernán Ruiz el Joven había realizado para la catedral. Ese mismo año pintó un retablo para el convento de San Francisco de Úbeda.
Entre 1559 y 1564 trabajó en la policromía de las alas del retablo mayor de la catedral.
En 1560 pintó un retablo para la iglesia de Santa Catalina.
En 1561 se le ve trabajando como escultor, ya que realiza una estatua de la Virgen María para el antiguo sagrario de la catedral sevillana.
En 1564 pintó un retablo para Guadalcanal.
En 1568 doró el Giraldillo.
En 1569 policromó la insignia que Gaspar del Águila realizó para Cofradía de las Ánimas del Purgatorio de la parroquia de Santa Catalina.
En 1571 inspeccionó la policromía del artesonado de la sala del cabildo alto de la nueva casa consistorial.
A partir de 1573 aparece como pintor de la "santa Yglesia de Sevilla", sucediendo en el cargo a Pedro Fernández de Guadalupe.
En 1574 pintó un retablo para la sacristía de la capilla de la Virgen de la Antigua de la catedral.
En 1575 realizó una serie de pinturas en las gradas de la catedral, en la parte posterior de la capilla Real.
En 1577 concluyó la vidriera de los Evangelistas de la catedral de Sevilla. Esta obra estaba inacabada por la muerte de Vicente Menardo.
También participó, posiblemente en la década de 1570, en la pintura de un retablo que el Concejo de Sevilla tenía en el convento de San Francisco. En 1583 se contrató la realización de una tercera parte de la policromía de este retablo con Benito de Montedor.

## Atribuciones
Le fue atribuida una tabla con una pintura del Juicio Final que se encuentra en una colección particular.
También le han sido atribuidas tres tablas que se encuentran en la iglesia de Santa Ana: Santa Lucía, Santa Apolonia y la Tota Pulchra.